# Yekaterina Jarjanova
Yekaterina Víktorovna Jarjanova (en ruso: Екатерина Викторовна Харханова; 1 de septiembre de 1988) es una deportista rusa que compitió en tiro con arco, en la modalidad de arco recurvo.
Ganó una medalla de bronce en el Campeonato Mundial de Tiro con Arco al Aire Libre de 2005, una medalla de bronce en el Campeonato Europeo de Tiro con Arco al Aire Libre de 2008 y una medalla de oro en el Campeonato Europeo de Tiro con Arco en Sala de 2008.

## Palmarés internacional
| Campeonato Mundial al Aire Libre | Campeonato Mundial al Aire Libre | Campeonato Mundial al Aire Libre | Campeonato Mundial al Aire Libre |
| Año                              | Lugar                            | Medalla                          | Prueba                           |
| -------------------------------- | -------------------------------- | -------------------------------- | -------------------------------- |
| 2005                             | Madrid (España)                  | Medalla de bronce                | Equipo                           |
| Campeonato Europeo al Aire Libre |                                  |                                  |                                  |
| Año                              | Lugar                            | Medalla                          | Prueba                           |
| 2008                             | Vittel (Francia)                 | Medalla de bronce                | Equipo                           |
| Campeonato Europeo en Sala       |                                  |                                  |                                  |
| Año                              | Lugar                            | Medalla                          | Prueba                           |
| 2008                             | Turín (Italia)                   | Medalla de oro                   | Equipo                           |